# 두리아
본 문서의 이해를 돕기 위한 비자유 그림이 있습니다. 
링크의 파일을 직접 올려 주세요
두리아 (Duria)는 2002년 아시안 게임의 대회 마스코트이다. 1997년 9월 29일 부산아시안게임 조직위원회가 서울시립대학교 정상근 교수가 디자인한 마스코트 및 엠블렘을 당선작으로 선정하면서 공식 마스코트가 되었고, 1999년 5월 25일에는 마스코트의 이름이 '두리아'로 최종 확정되었다.

## 특징
두리아는 '영속의 아시아'(Durative+Asia)라는 의미를 담은 합성어인 동시에 순수한 우리말 '너와 나 함께'라는 '둘이'의 뜻도 지니고 있어 대회에 참가하는 전 아시아 국가의 화합과 우정을 돈독히 하고 영원한 발전을 도모코자 하는 대회이념과 부합된다. 개최지 부산의 시조(市鳥)인 갈매기를 역동적이면서 순수한 이미지가 부각되도록 형상화하였다. 붓터치와 같은 굵은 먹선은 행사의 배경인 아시아문화를 상징하고 자유로운 선 표현은 아시아인의 기상을 표방하였다. 또한 푸른 배색을 사용하여 개최지인 항구도시 부산을 연상시키도록 하였다.